# Zagrody (powiat kielecki)
Zagrody – wieś w Polsce położona w województwie świętokrzyskim, w powiecie kieleckim, w gminie Nowiny.
| SIMC    | Nazwa   | Rodzaj    |
| ------- | ------- | --------- |
| 0267559 | Zgórsko | część wsi |

W latach 1975–1998 miejscowość należała administracyjnie do województwa kieleckiego.
Miejscowość położona jest w Górach Świętokrzyskich na zboczu Pasma Zgórskiego, w bezpośrednim sąsiedztwie os. Nowiny. Przez miejscowość przebiega droga wojewódzka nr 762 Kielce - Chęciny - Małogoszcz.